# Electrotren
Electrotren es una empresa española de modelismo ferroviario. Es la empresa activa dedicada más antigua de España dedicada a este sector. La compañía forma parte de Hornby Hobbies.

## Historia
Fue fundada en 1951 como un pequeño negocio perteneciente a la familia González en la localidad madrileña de Alcalá de Henares. Durante los primeros años de funcionamiento, de 1951 a 1954, produjo trenes eléctricos en escala 0 (1:43), que era muy común en aquella época. A partir de 1954 empezó a producir modelos en escala H0 (1:87, ancho de vía 16.5 mm), que sigue siendo hoy la más fabricada y es la que posee mayor cuota de mercado en el modelismo ferroviario en la actualidad. 
Electrotren está especializada en la reproducción de modelos de Renfe, aunque también ha fabricado trenes en miniatura de la francesa SNCF, de la italiana FS, de la alemana DB, de la portuguesa CP o de la holandesa NS entre otros.

### Adquisición por parte de Hornby
En abril de 2004 Electrotren fue adquirida en su totalidad por la británica Hornby Hobbies por 7,5 millones de euros, creando la mercantil Hornby España, S.A., manteniendo la sede en Alcalá de Henares y explotando desde entonces la marca comercial Electrotren.